# Медведский, Александр Васильевич

Алекса́ндр Васи́льевич Медве́дский (23 августа 1890, село Хвошно Лужского уезда Санкт-Петербургской губернии — 9 февраля 1973, Ленинград  — протоиерей Русской православной церкви, настоятель Николо-Богоявленского морского собора в Ленинграде.

## Биография
Александр Медведский родился 23 августа 1890 года в селе Хвошно Лужского уезда Санкт-Петербургской губернии в семье священника. В 1911 году закончил Санкт-Петербургскую духовную семинарию. В том же году рукоположен во иереи епископом Вениамином (Казанским) и назначен настоятелем храма Казанской иконы Божьей Матери в дачном посёлке Сусанино. В сентябре 1918 года награждён камилавкой. 
В 1920–31 — настоятель Преображенской церкви за Московскими воротами, ныне не существующей. 
В 1930 году возведён в сан протоиерея и назначен настоятелем Князь-Владимирского собора. С 1927 по 1932 годы — благочинный церквей 3-го и 4-го округов Ленинграда. 
17 февраля 1932 года арестован по обвинению в проведении антисоветских проповедей в церкви перед верующими. 23 марта 1932 года был приговорён к 3 годам исправительно-трудовых лагерей. Наказание отбывал в Свирьлаге. 
2 сентября 1934 года освобождён условно-досрочно, и, будучи лишённым права жить в крупных городах, поселился в городе Боровичи. В 1935–1939 годах — настоятель Успенского собора. 
В 1939–1944 годах — на гражданской работе: служил ночным сторожем и бухгалтером на военном заводе. Награждён медалью «За доблестный труд в Великой Отечественной войне 1941—1945 гг.».
В 1944–1946 годах вернулся к церковному служению — архиепископ Псковский и Порховский Григорий (Чуков) назначил его настоятелем Успенского собора и благочинным церквей Боровичского округа. 
В апреле 1946 года переведён в Ленинград в клир Князь-Владимирского собора с возложением обязанностей благочинного ленинградских церквей. В июле того же года переведён в Николо-Богоявленский морской собор. В январе 1948 года — настоятель церкви Николая Чудотворца на Большеохтинском кладбище. В 1949–1953 годах — настоятель Князь-Владимирского собора. 
В 1951 году награждён Патриаршим наперсным крестом.
23 февраля 1953 года назначен настоятелем Никольского Богоявленского морского собора, совмещая настоятельство с должностью благочинного церквей города и председателя епархиального совета. Годовой доход собора в конце 1950-х годов составлял почти 4 тысячи рублей. 
Исполнял многочисленные епархиальные послушания. Помимо руководства епархиальным советом (1954–1970) и исполнения должности благочинного церквей Ленинграда (1959–1968) был членом (с 1949) и председателем (1954) строительного комитета, членом комиссии по заведованию производственными мастерскими (с 1952), представителем епархиального управления в распорядительном совете Ленинградских духовных школ (1967).
Участвовал в работе Ленинградского комитета защиты мира. В 1959 году за активную работу был удостоен почётной грамоты Советского фонда мира. Член делегации Русской православной церкви на II Всехристианском Мирном Конгрессе в Праге (1964).
В 1961 году награждён орденом святого князя Владимира II степени. 
В 1966 году отпевал в соборе поэтессу Анну Ахматову. 
Скончался 9 февраля 1973 года в день памяти святителя Иоанна Златоуста. Отпевание возглавил митрополит Никодим (Ротов). Похоронен у алтарной апсиды храма Спаса Нерукотворного Образа в Парголове.
Реабилитирован посмертно в 1989 году.

## Ораторский талант
Современниками считался одним из наиболее ярких проповедников своего времени. Очевидцы отмечали сильный голос гомилета и яркую образность его речи, вызывающие ощущение благоговейного трепета и мороза по коже, умение с первых слов захватить слушателя.
Его проповеди представляли собой значимое явление церковной жизни Ленинграда: по мнению А. Э. Краснова-Левитина, «только он один в официальной церкви мог соперничать с прославленными обновленческими златоустами — Введенским, Боярским, Платоновым». Он же утверждает, что на проповеди, которые он произносил на рубеже 1920–1930-х годов после акафиста по воскресным вечерам  собирался «весь церковный Питер». 
Протоиерей Михаил Сечейко вспоминал, что в 1950 году отец Александр Медведский был единственным представителем духовенства, приглашённым выступить в Смольном на торжественном заседании по случаю пятилетия Победы: «Выступал там перед генералами и адмиралами — говорил без бумажки, но так, что у всех мороз по коже прошел». 
После войны протоиерей Александр Медведский стал проповедовать преимущественно по средам. Эти беседы по-прежнему привлекали большое количество слушателей: протоиерей Борис Глебов вспоминает, что из-за скопления людей на стенах собора образовывался конденсат, и служители вынуждены были открывать дверь на улицу. 
Несмотря на то, что протоиерей Александр Медведский не получил ни академического, ни университетского образования, он разработал оригинальную систему подготовки выступлений: много читая, он выписывал для себя наиболее понравившиеся фрагменты и затем использовал этот запас, чтобы готовиться к проповедям.

«Отец Александр Медведский прекрасно читал канон Андрея Критского и великолепно говорил проповеди. Он был необыкновенно начитан и у него в запасе всегда были образы из классики или из древней античной литературы, или из новой. Всегда начинал слово с какого-то образа... Как-то раз мы с отцом Николаем Кутеповым <...> спросили его, где он учился риторике и гомилетике. Он сказал: „Я нигде этому специально не учился, но я много читаю, и читая, держу ручку в руках, и если мне нравится какой-то образ или выражение, я всегда его записываю. Так что у меня про запас есть всегда список образов, которые я могу использовать при подготовке проповеди“».— Митрополит Владимир (Котляров) в интервью протодиакону Андрею Чижову (1999)
Последнюю проповедь произнёс на вечерне Великого Пятка 1972 года.

## Семья
Отец — священник Василий Афанасьевич Медведский (1842–1894). Мать — Прасковья Александровна Медведская. 
Брат — протоиерей Василий Васильевич Медведский (1874–1931).
Жена — Ольга Дмитриевна, урождённая Иванова. Шестеро детей.

## Награды
- камилавка (1918)
- сан протоиерея (1930)
- митра (1930)
- медаль «За доблестный труд в Великой Отечественной войне 1941–1945 гг.»
- Патриарший наперсный крест (1951)
- грамота Советского фонда мира (1959)
- орден святого князя Владимира II степени (1961)

## Цитаты
«Отец Александр говорил не только у себя на приходе: он говорил также в крестовой митрополичьей церкви в Новодевичьем и в других храмах. Помню его проповедь 12 сентября 1930 г[ода] в лавре. Отец Александр, начав с рассказа о князе св. Александре Невском, затем вспомнил о кулачных боях, которые происходили в Новгороде, на Волхове, после Крещения. Бои длились по несколько дней, и когда ярость охватывала жителей Новгорода и кровь лилась рекой, звали архиепископа. И владыка приходил на Волхов, осенял народ крестом, и утихала ярость народная, смягчались сердца, мир и любовь воцарялись в городе.
„Что мы увидим сейчас на берегах Волхова? Мы увидим реку, закованную в железобетон. (Тогда все газеты были полны сообщениями о Волховстрое — первенце пятилетки.) А на берегах все та же бессмысленная, жестокая, кровавая борьба. И что надо сделать, чтоб утихла человеческая злоба? Надо призвать Христа. Придет Он, тихий и кроткий. И утихнет злоба, и сойдут мир и любовь в человеческие сердца“».
— из воспоминаний А. Э. Краснова-Левитина.

«Перед моими глазами необычное собрание людей, неведомое этому храму. Очевидно, большинство из вас пришли почтить лежащего здесь во гробе человека, выразить ему благодарность своим присутствием за то эстетическое наслаждение, которое он доставлял вам своим чарующим голосом. За то, что он уносил вас от текущей действительности с ее волнениями и тревогами, со всей ее суетой, в совсем другой мир, в мир совершенной гармонии и открывал врата в благоухающий сад Красоты. „Долго буду тем любезен я народу, что чувства добрые я лирой пробуждал“, — сказал великий поэт. Эти слова, мне кажется, мы вполне можем отнести к умершему. Ведь музыка, как и поэзия, пробуждает душу, призывает к жизни самые лучшие чувства, чувства сострадания и гуманности, она воспитывает нас и учит любить и понимать красоту человеческой души. И все вы собрались сюда, чтобы подтвердить это. Вы свидетели того, что лежащий перед нами во гробе не напрасно прожил жизнь свою. Он не зарыл свое дарование в землю. но послужил им народу и искусству. Итак, вы пришли благодарить покойного, но ему сейчас ничего не нужно от вас. Ему нужно лишь то, что может предложить Церковь, т[о] е[сть] свою молитву о душе его. Давайте же вместе с теми, кто постоянно молится здесь, все, кто хоть сколько-нибудь верит в бессмертие человеческого духа, помолимся так: Господи! Лежащий здесь во гробе уносил нас в заоблачные дали, в царство несбыточной мечты, вознеси и Ты его душу в твое далекое от нашей грешной земли Царство, где нет ни болезни, ни печали, ни воздыхания, но жизнь бесконечная».
— из проповеди на погребении певца Николая Печковского (1967)